# Безупречный (эсминец, 1983)
«Безупречный» — 5-й эскадренный миноносец проекта 956 «Сарыч» (код НАТО — «Sovremenny class destroyer»).

## Строительство
Заложен на заводе № 190 им. А. А. Жданова 28 января 1981 года (строительный № 865). На период строительства был включён в состав 13 бригады строящихся и ремонтирующихся кораблей (13 брстремк) Ленинградской военно-морской базы. Корабль спущен 30 июля 1983 года.
Экипаж сформирован на Тихоокеанском флоте к 20 июня 1984 года, заселение экипажа на корабль произведено 4 декабря 1984 года. Ходовые испытания начались с 5 июня 1985 года. На период испытаний он был включён в состав 76-й бригады ракетных кораблей 12-й дивизии ракетных кораблей с базированием на (военно-морскую базу Лиепая).
Корабль принят флотом 6 ноября, а 16 ноября на корабле был поднят военно-морской флаг СССР. 7 января 1986 года эсминец вступил в состав Советского Военно-Морского Флота.

## Служба
В 1986 году переведён на Северный флот, в состав 56-й брэм (бригады эсминцев) 7-й оперативной эскадры. «Безупречный» прибыл в Североморск 4 февраля 1986 года. В составе корабельной ударной группы (КУГ) с эсминцем «Отличным» принял участие в учениях по артиллерийской стрельбе, занял первое место на Северном флоте. С 28 августа 1986 года нёс боевую службу в Средиземном море.
С 5 января 1987 года совместно с ТАКР «Киев» и БПК «Адмирал Исаченков» снова нёс боевую службу в Средиземном море, выполняя слежение за авианосцем USS Nimitz (CVN-68). На корабле при переходе в Средиземное море во время сильного шторма в Бискайском заливе  пропал без вести матрос, трёхдневные поиски службой спасения результатов не дали.  2 — 5 июня нанёс деловой визит в порт Триполи (Ливия). 23 июня 1987 года возвратился в Североморск, пройдя 20 197 морских миль за 168 ходовых суток.
24 марта 1988 года «Безупречный» в составе КУГ (вместе с эсминцами «Отчаянный» и «Современный») участвовал в состязательной артиллерийской стрельбе.
С 4 по 17 марта 1989 года совместно с эсминцем «Окрылённый» осуществлял контроль за учениями НАТО «Норд Стар» и следил за авианосцем USS America (CV-66).
1 июля 1990 года «Безупречный» вышел из Североморска, 9 — 13 июля нанёс визит в Портсмут (Великобритания) под флагом вице-адмирала В. П. Ерёмина, 21 июля 1990 года вернулся в Североморск.
4 января 1991 года совместно с ТАРКР «Калинин» выходил на боевую службу в Средиземное море). В период с 10 по 20 февраля осуществил деловой заход в Тартус (Сирия), с 20 по 24 февраля — в Александрию и 23 — 26 февраля — в Порт-Саид (Египет). 25 июля 1991 года возвратился в Североморск.
1 октября 1991 года эсминец был переведён в состав 43 дивизии ракетных кораблей 7 опэск. В 1993 году проходил ремонт на СРЗ-35 (Роста).
4 августа 1994 года приказом Северного флота № 02868 был выведен в резерв. С 3 ноября 1994 года проходил ремонт и модернизацию на Северной верфи в Санкт-Петербурге. Из-за отсутствия финансирования эсминец был определён к списанию.
С момена подъёма флага эсминец «Безупречный» прошёл 62 000 морских миль.

## Командиры
- С 1983 года — капитан 2-го ранга Симкин Анатолий Михайлович;
- С 1985 года — капитан 2-го ранга Назаров Александр Иванович;
- С 1987 года — капитан 2-го ранга Нечипуренко Виктор Александрович;
- С 1989 года — капитан 2-го ранга Гелетин Владимир Иванович;
- С 1992 года — капитан 2-го ранга Кобелев Фёдор Геннадьевич;
- С 1993 года — капитан 2-го ранга Головин Александр Александрович;
- В 1994 году — капитан 2-го ранга Васильев Сергей Игоревич;
- С 1994 года — капитан 2-го ранга Климентьев Игорь Витальевич;
- С 1995 года — капитан 2-го ранга Козлов Павел Борисович;
- С 1997 года — капитан 1-го ранга Бурцев Владимир Ильич.

## Бортовые номера
В ходе службы эсминец сменил ряд следующих бортовых номеров
- 1985 год — № 820
- 1986 год — № 430
- 1987 год — № 681
- 1988 год — № 459
- 1991 год — № 413
- 1992 год — № 417
- 1994 год — № 455
- 1995 год — № 439